# Jackson Powers-Johnson
Jackson James Powers-Johnson, nato Jackson Light (Phoenix, 23 gennaio 2003), è un giocatore di football americano statunitense che milita nel ruolo di guardia per i Las Vegas Raiders della National Football League (NFL). Al college ha giocato per Oregon.

## Carriera universitaria
Power-Johnson, originario di Draper in Utah, cominciò a giocare a football nella locale Corner Canyion High School dove fu schierato sia in attacco che in difesa. Valutato come un prospetto di medio-alto livello per il college football, tre stelle su cinque, nel 2021 scelse di andare all'Università dell'Oregon con i Ducks che militano nella Pac-12 Conference (Pac-12) della Divisione I della Football Bowl Subdivision (FBS) della NCAA.
Nella sua prima stagione con i Ducks nel 2021, Powers-Johnson giocò 11 gare come offensive lineman di riserva prima di passare alla defensive line per l’Alamo Bowl 2021. Fece ritorno nella linea offensiva nel 2022 disputando 12 partite, di cui una come titolare. Nel 2023 divenne il centro titolare dei Ducks, venendo premiato unanimemente come All-American, vincendo il Rimington Trophy come miglior centro nel college football ed inserito nella squadra dei migliori giocatori dell'anno della conference, il First-team All-Pac-12.
Premi e riconoscimenti
- Rimington Trophy (2023)
- Unanimous All-American (2023)
- First-team All-Pac-12 (2023)

Statistiche al college
| Stagione | Stagione | Stagione   | Stagione   | Stagione | Stagione |
| Anno     | Squadra  | Campionato | Conference | P        | PT       |
| -------- | -------- | ---------- | ---------- | -------- | -------- |
| 2021     | Oregon   | FBS Div. I | Pac-12     | 11       | 3        |
| 2022     | Oregon   | FBS Div. I | Pac-12     | 11       | 1        |
| 2023     | Oregon   | FBS Div. I | Pac-12     | 13       | 13       |
| Totale   | Totale   | Totale     | Totale     | 35       | 17       |

Fonte: Football Database

## Carriera professionistica

### Las Vegas Raiders
Considerato come il miglior centro selezionabile nel Draft NFL 2024 e pronosticato come una scelta attorno alla metà del primo giro, Powers-Johnson fu selezionato al 2º giro, con la 44ª scelta assoluta, dai Las Vegas Raiders. Il 13 maggio firmò il suo contratto da rookie: un accordo quadriennale da 8,7 milioni di dollari, di cui 3,2 milioni garantiti alla firma.
Il 23 luglio 2024 Powers-Johnson fu inserito nella lista PUP (Physically Unable to Perform), a designare quindi una situazione di infortunio da recuperare. Tornó disponibile il 14 agosto.
Debuttò da professionista il 22 settembre 2024 nella gara del terzo turno, la sconfitta 22-36 contro i Carolina Panthers, giocando da guardia destra in 21 snap offensivi. Nella gara del turno successivo, la vittoria 20-16 contro i Cleveland Browns, giocò la sua prima gara da titolare, contribuendo ad incrementare il gioco sulle corse della squadra di Las Vegas. Continuò a giocare da guardia destra titolare per le successive quattro gare poi, vista l'assenza per infortunio di Andre James, fu invece impiegato come centro per la gara del nono turno contro i Cincinnati Bengals. Malgrado la sconfitta 24-41 subita, la prestazione nella partita di Power-Johnson fu positiva, non permettendo pressioni sul quarterback dalla sua parte e quindi candidandosi a continuare nel ruolo. In quel turno di campionato fu il rookie che ottenne la votazione più alta di tutta la lega dal sito Pro Football Focus, 90,6.
Nella gara del quattordicesimo turno, la sconfitta 17-19 contro i campioni in carica dei Kansas City Chiefs giocata nel giorno del Black Friday, Powers-Johnson fu protagonista suo malgrado dell'errore nell'azione finale che portò alla sconfitta dei Raiders: con 15 secondi sul cronometro e due punti di svantaggio da recuperare, la squadra di Las Vegas doveva giocare un terzo down per avvicinarsi il più possibile alla meta avversaria per poi calciare il field goal che poteva valere la vittoria, ma nell'avviare l'azione lo snap effettuato da Powers-Johnson trovò impreparato il quarterback Aidan O'Connell che perse la palla, recuperata dagli avversari che chiusero così la contesa. Nelle dichiarazioni del post-partita O'Connell si prese tutta la responsabilità dell'errore, dicendo di aver erroneamente segnalato l'avvio dell'azione a Powers-Johnson.
Concluse la sua stagione d'esordio giocando tutte le restanti gare da centro titolare, terminando l'annata con 15 presenze di cui 14 da titolare. Al termine dell'annata la Pro Football Writers of America (PFWA) lo inserì nella sua squadra dei migliori rookie della stagione, il PFWA NFL All-Rookie Team.

## Palmarès
- PFWA All-Rookie Team - 2024

## Statistiche

### Stagione regolare
| Stagione | Stagione | Stagione | Stagione | Difesa  | Difesa  | Difesa  |
| Anno     | Squadra  | P        | PT       | T. tot. | T. sol. | T. ass. |
| -------- | -------- | -------- | -------- | ------- | ------- | ------- |
| 2024     | LV       | 15       | 14       | 1       | 0       | 1       |
| Totale   | Totale   | 15       | 14       | 1       | 0       | 1       |

Fonte: Football Database

## Vita privata

### Cambio del nome
Powers-Johnson è nato come Jackson Light ma il padre biologico abbandonò presto la famiglia e quando lui aveva tre anni la madre, Jennifer Powers, si risposò con James Johnson che lo crebbe come fosse suo figlio. Powers-Johnson, per onorare l'impegno e l'amore dimostrato dal patrigno, decise di cambiare ufficialmente il suo nome al raggiungimento della maggiore età, adottando i cognomi congiunti della madre e del patrigno.